# 林堯俞
林堯俞（1558年—1626年），字咨伯，号兼宇，福建興化府莆田縣人。明朝政治人物、進士出身。

## 生平
萬曆七年（1579年）己卯科福建鄉試第三十七名舉人，十七年（1589年）登己丑科三甲二十五名進士，授庶吉士，历南都祭酒，连疏乞归。憙宗改元，起礼部侍郎，旋拜尚书。会光宗实録成，拟进，御制序，有金縢无圭璧之文，灵药寡瞑眩之劾等语，不为权贵所喜。又奉旨选阉，上疏力争，引祖制训词，有愿垂履霜之戒，毋启旁落之端，语尤谆切。逆璫魏忠贤敬慕尧俞，尝治第求书扁，弗应，遂请旨命书。尧俞承旨，不得己书「畏天堂」三字，忠賢不乐，恚云：宗伯岂无意纶扉耶，何屡张拳相向。尧俞笑谢曰：予知祖制，不计其他。及奉旨会同选阉，忠贤欲沿故事上坐，尧俞曰：公等原由本部选进，安可一旦辄相跻躐。忠贤气沮，均席罢去。怀冲太子之誕，忠贤与客氏谋诡秘，几危母后。尧俞呼中涓，晓以古今顺逆报应，中宫始安。他如抑选侍李氏封号，責朝鲜李琿大義，俱有定识。既而党祸渐起，屡疏乞休，逾年卒，赠少保，谥文简。

## 著作
著有《谿堂诗集》四卷，文二卷。

## 家族
曾祖林溱。祖父林應采，府同知。父林焲章，見任南國子監。
子林铭鼎，萬曆三十八年庚戌会试第三人，官至南光禄少卿。